# Anthurium apaporanum
Anthurium apaporanum là một loài thực vật có hoa trong họ Ráy (Araceae). Loài này được R.E.Schult. miêu tả khoa học đầu tiên năm 1958.